# DJ Abdel
DJ Abdel, de son vrai nom Abdel Lamriq, est un disc jockey marocain de hip-hop, de RnB et de funk actif en France, né le 5 juin 1970 à Casablanca.

## Biographie
DJ Abdel est né à Casablanca, dans le quartier de Bourgogne, au Maroc,. Il grandit en France, dans le 19e arrondissement de Paris. Il est d'abord membre des formations Black Blanc Beur, puis Positive Black Soul avec qui il se rend aux Pays-Bas, en Allemagne, en Suède, et même à New York où il rencontre le DJ Cut Killer.
Il est l'un des précurseurs des mix-tapes avec DJ Branco. Il est remarqué par sa participation à l'émission télévisée Nulle part ailleurs. Il crée ensuite, en collaboration avec Cut Killer, la société Double H qui produira notamment les albums du 113. 
Il s'occupe de la bande originale de la série H et de La vérité, si je mens 2, des spectacles de Jamel Debbouze et de Gad Elmaleh. Il collabore également avec plusieurs radios où il officiait en tant que DJ avec sa propre émission : Fun Radio (l'émission quotidienne Groove Station de 18h à 20h), NRJ, FG DJ Radio. Son style musical est un savant mélange de hip-hop, de funk et de RnB, en fonction de ses goûts musicaux. En octobre 2007, DJ Abdel est appelé pour officier sur les primes de Star Academy, sur TF1, en tant que DJ officiel. Il a également mixé lors de la cérémonie des Miss France 2008.
2011 est l'année de DJ Abdel puisqu'il signe deux des plus gros tubes francophones de l'année avec Funk you en featuring avec Mister You et Francisco, qui sera un des tubes de l'été 2011, et C'est ma life avec Soprano, hit qui lui vaudra une nomination au NRJ Music Awards 2012. Le 29 août 2011, DJ Abdel publie son premier album solo, Evolution. En 2014, il participe à la chanson Le pain de Soprano, qui atteint la sixième place des classements belges, et la 133e place des classements français.
Le 13 juin 2015, DJ Abdel participe à la 5e édition du Marrakech du rire, à Marrakech, présenté par Jamel Debbouze. En août 2015, il dévoile une vidéo rendant hommage au moonwalk avec son titre intitulé Fais le Moonwalk.

## Discographie

### Singles
- 2002 : Let's Boogie (bande originale de la série Funky Cops)
- 2003 : Funky Cops (bande originale de la série Funky Cops)
- 2008 : Astérix Funk (Funk Machine) (DJ Abdel feat Loïs Andréa & Big Ali) (face B du 1er single de la bande originale du film Astérix aux Jeux olympiques)
- 2008 : All We Need (DJ Abdel feat Loïs Andréa & Big Ali) (bande originale du film Astérix aux Jeux olympiques)
- 2011 : C'est Ma Life (feat. Soprano)
- 2011 : Funk You (feat. Mister You & Francisco)
- 2011 : Donnez-Nous De La Funk (feat. Wati Funk)
- 2011 : Bye Bye Sonyé (feat. Indila)
- 2011 : Pas de nouvelle, bonne nouvelle (feat. Maitre Gims & Black M)
- 2012 : Tango Tango (Magic System)
- 2013 : Funk You 2 (feat. Big Ali, Mister You & Francisco)